# جولیوس لودورف
جولیوس لودورف (انگلیسی: Julius Ludorf; ۲ دسامبر ۱۹۱۹ – ۱ فوریهٔ ۲۰۱۵) بازیکن فوتبال اهل آلمان بود.